# Stefano Bernardi
Stefano Bernardi (auch Steffano, * 1577 in Verona; † 15. Februar 1637 ebenda) war ein italienischer Komponist und Musiktheoretiker der Spätrenaissance und des Frühbarock.

## Leben und Wirken
Stefano Bernardi erhielt seine Ausbildung als Chorknabe am Dom von Verona unter Chorregent Ippolito Baccusi (um 1550–1609), der 1605 zwei Werke seines ehemaligen Schülers in sein zweites Madrigalbuch aufnahm. Noch in Verona erhielt Bernardi die niederen Weihen und versah ab 1603 den Dienst an der Domkapelle und gleichzeitig war er Mitglied der Accademia Filarmonica Veronas. Ab 1607 wirkte er in Rom als Kapellmeister an der Kirche Santa Maria ai Monti. 1610 veröffentlichte er hier seine ersten Drucke. 1611 erhielt er in Nachfolge von Giovanni Francesco Anerio die Stelle des Domkapellmeisters in Verona. Aus dieser Zeit stammt sein Traktat Porta Musicale. Die Accademia Filarmonica ernannte ihn 1616 zum Maestro di musica, wofür er sich mit seinen Concerti accademiche bedankte.
1622 trat er die Nachfolge Antonio Cifras als Hofkapellmeister des Bischofs von Breslau und Brixen, Erzherzog Karl, in dessen Residenz im schlesischen Neisse an. Nach dem Tode Karls 1624 erhielt Bernardi von Fürstbischof Paris von Lodron die Stelle des Hofkapellmeisters in Salzburg, die er bis 1634 ausübte. In Salzburg erhielt Bernardi die Priesterweihe und promovierte zum Doktor beider Rechte, diese brachten ihm eine sogenannte Doctoralpfründe des zum Salzburger Dom gehörenden Schneeherrenstifts ein. Gegen Ende seines Lebens kehrte Bernardi nach Verona zurück.
Die Werke Bernardis sind sowohl im polyphonen Stil Palestrinas, als auch im neuen Concertato-Stil gehalten. Für die Einweihung des neu errichteten Salzburger Doms komponierte Bernardi ein monumentales zwölfchöriges Te Deum, welches am 24. September 1628 aufgeführt wurde aber heute verschollen ist.

## Werke (Auswahl)
Zahlreiche Messvertonungen und Einzelwerke in Anthologien. Die meisten Werke erschienen beim venezianischen Verleger Vincenci.

## Kirchenmusik
- Motecta zwei- bis fünfstimmig (Rom, 1610)
- Psalmi integri vierstimmig (Venedig, 1613)
- Motetti in cantilena vierstimmig (Venedig, 1613)
- Messe vier- bis fünfstimmig (Venedig, 1615)
- Missae octonis vocibus modulatae achtstimmig (Venedig, 1616)
- Concerti sacri scielti, et trasportati dal secondo, et terzo libro de madrigali fünfstimmig mit Orgel (Venedig, 1621)
- Psalmi achtstimmig, mit und ohne Orgelbegleitung (Venedig, 1624)
- Te Deum zwölfchörig (Salzburg, 1624)
- Encomia sacra zwei- bis sechsstimmig (Salzburg, 1634)
- Salmi concertati fünfstimmig (Venedig, 1637)
- Messe a otto voci achtstimmig (Venedig, 1638)

## Weltliche Musik
- Il primo libro de madrigali (Rom, 1611)
- Il primo libro de madrigali (Venedig, 1611)
- Il secondo libro de madrigali (Venedig, 1616)
- Concerti academici con varie sorti di sinfonie (Venedig, 1616)
- Il terzo libro de madrigali (Venedig, 1619)
- Madrigaletti zwei- bis dreistimmig, enthält mehrere Sonaten für drei Instrumente, 2 Violinen oder Zinken und Bass (Theorbe, Posaune oder Fagott) (Venedig, 1621)
- Il terzo libro de madrigali sechsstimmig im Concertato-Stil, mit mehreren Instrumentalsonaten (Venedig, 1624)